# Europejskie Igrzyska Halowe w Lekkoatletyce 1968 – sztafeta 4 × 1 okrążenie kobiet
Sztafeta 4 × 1 okrążenie kobiet – jedna z konkurencji biegowych rozgrywanych podczas lekkoatletycznych europejskich igrzysk halowych w hali Palacio de Deportes w Madrycie. Rozegrano od razu bieg finałowy 10 marca 1968. Długość jednego okrążenia wynosiła 182 metry. Zwyciężyła reprezentacja Republiki Federalnej Niemiec. Tytułu z poprzednich igrzysk nie obroniła sztafeta Związku Radzieckiego, która została zdyskwalifikowana.

## Rezultaty

### Finał
Rozegrano od razu bieg finałowy, w którym wzięły udział 1 sztafety. Sztafeta Związku Radzieckiego została zdyskwalifikowana, więc przyznano tylko jeden medal.

Opracowano na podstawie materiału źródłowego.
| Miejsce | Reprezentacja | Zawodniczki                                                             | Czas   |
| ------- | ------------- | ----------------------------------------------------------------------- | ------ |
| 1       | RFN           | Renate Meyer, Hannelore Trabert, Christa Elsler, Erika Rost             | 2:48,9 |
| –       | ZSRR          | Lilja Tkaczenko, Ludmiła Samotiosowa, Wira Popkowa, Natalia Pieczonkina | DQ     |